# Kaassoufflé

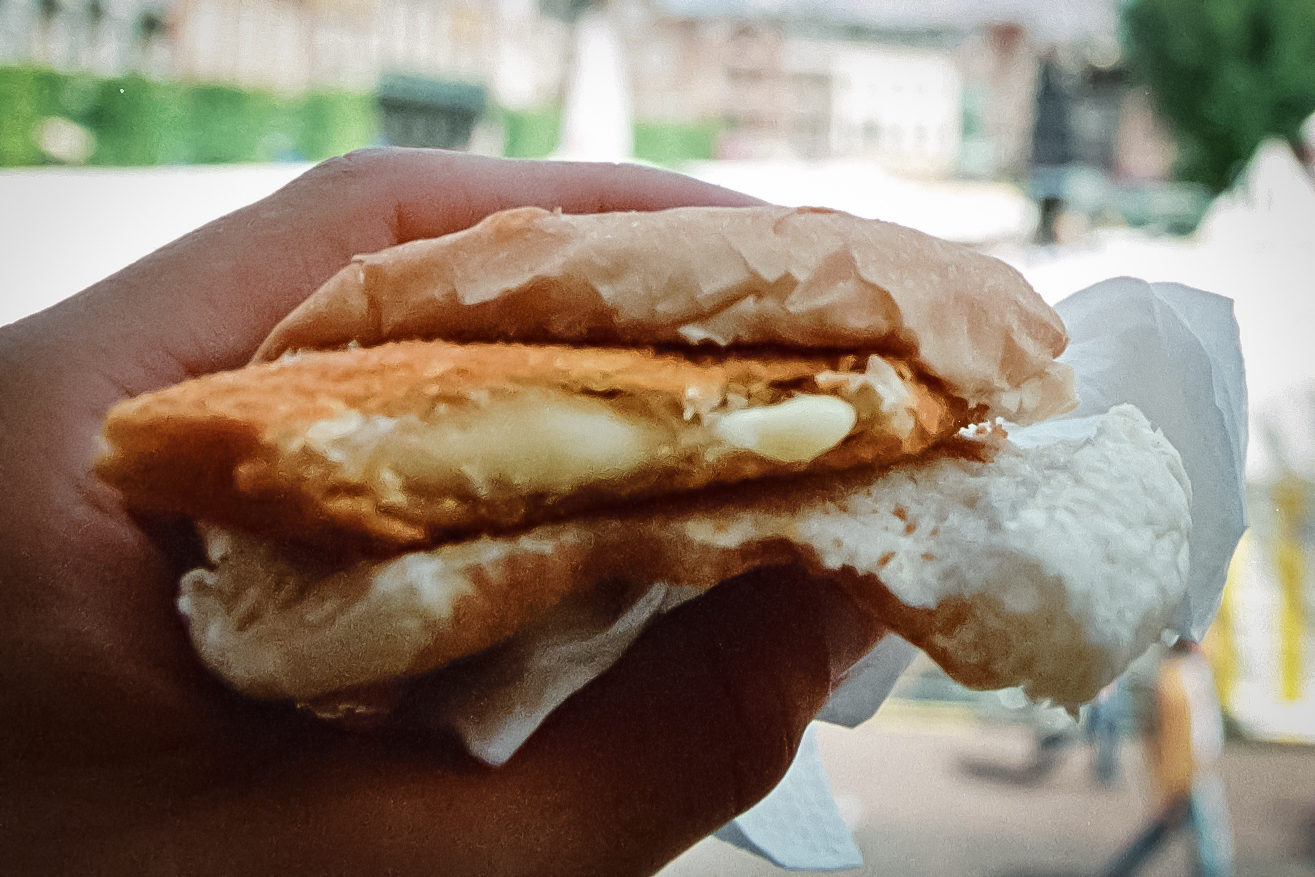
Broodje kaassoufflé

Een kaassoufflé (uitspraakⓘ) is een Nederlandse snack die bestaat uit een in paneermeel gewentelde envelop van bladerdeeg en een kaasachtige vulling.

## Geschiedenis
De kaassoufflé is in 1969 bedacht door de  Haastrechtse snackbareigenaar Hans van Bemmel. Met ondernemer Dick Kooijman richtte hij het bedrijf KB Foodservices op om de snack te produceren en op de markt te brengen. KB Foodservice werd in 2008 overgenomen door snackproducent Royaan. In 2016 werd Royaan overgenomen door snackproducent Van Geloven. Zij hadden in 2012 op het gebied van kaassoufflés een marktaandeel van 90%-100%.

## Vulling
De vulling bestaat uit een mengsel van smeltkaas, boter, zetmeel, water en bakstabilisator. De gebruikte kaas in de smeltkaas is afkomstig van niet voor verkoop geschikte kazen, zoals afsnijdsels, gescheurde kazen en kazen waarin gasvorming heeft plaatsgevonden. De kaas kan bijvoorbeeld Beemster kaas, Cheddar, Mozzarella, Goudse kaas of een mengsel hiervan zijn, afhankelijk de keuze van de producent. Door toevoeging van smeltzouten gaat de specifieke smaak van de gebruikte kaas verloren.
De vulling van de soufflé bestaat behalve uit smeltkaas uit kaasvervanger. Bij gebruik van bijvoorbeeld 39% smeltkaas bestaat 61% van de vulling uit analoogkaas. De uiteindelijke hoeveelheid echte kaas komt in een kaassoufflé neer op 6-9%. Een variant op de kaassouffé is de hamkaassoufflé.

## Consumptie
De kaassoufflé wordt in de frituur of in de oven gebakken, waarbij ook de vulling erg warm wordt. Een kaassoufflé is voor de meeste vegetariërs een keuzemogelijkheid. De kaassoufflé wordt zowel afzonderlijk als in een broodje geserveerd en kan worden gecombineerd met verschillende sauzen.

## Kaassoufflé (ovengerecht)
Een kaassoufflé is ook de naam van een Frans ovengerecht, waarbij een soufflé wordt gemaakt met kaas. De in soufflépotjes in de oven vervaardigde kaassoufflé wordt gemaakt van Franse kazen. Door gebruik van geklopt eiwit is deze soufflé luchtig.